# Cratichneumon doliturus
Cratichneumon doliturus är en stekelart som först beskrevs av Smith 1874.  Cratichneumon doliturus ingår i släktet Cratichneumon och familjen brokparasitsteklar. Inga underarter finns listade i Catalogue of Life.